# Goriziana

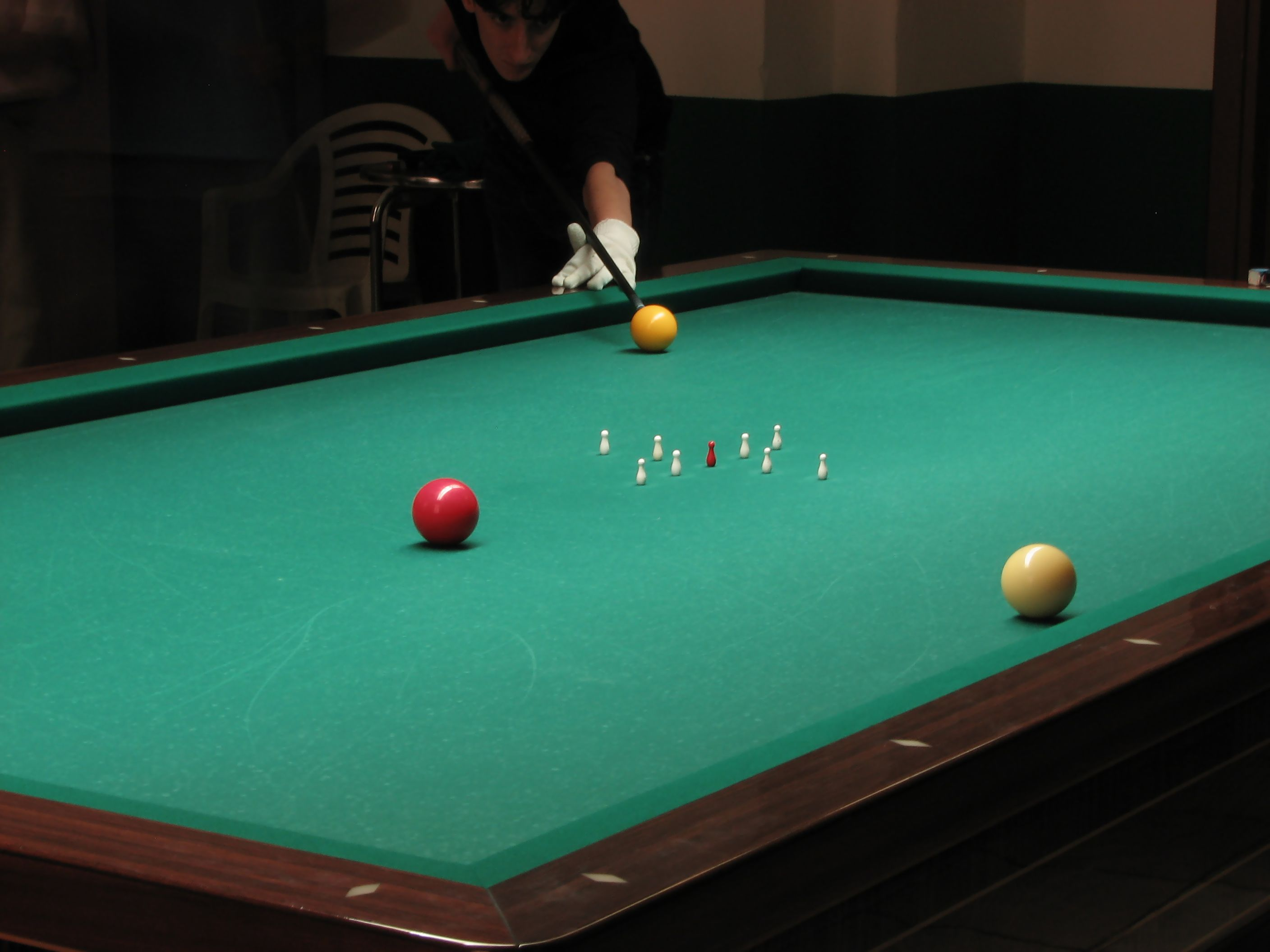
Un tavolo da goriziana

La Goriziana, chiamata anche internazionale a nove birilli, è una specialità di gioco del biliardo all'italiana.

## Regolamento e scopo del gioco
Il tavolo è di 284 × 142 cm (40328 cm²), regolamentare privo di buche, e il gioco si effettua con tre biglie, tutte dello stesso diametro nei colori bianco, giallo e rosso.

La bianca e la gialla sono quelle usate dal giocatore, mentre quella rossa ha la funzione di pallino. Sino a metà degli anni '80 in Europa era invece più abituale l'uso del biliardo corredato da 6 buche strette (una per ogni angolo e una posta a metà di ogni lato lungo) e l'uso di 2 biglie grandi (fino agli anni '60 le biglie erano d'avorio, adesso in resina artificiale) di colore bianco chiaro, usate dai giocatori, e una terza più piccola, ma con identico colore con funzione di pallino.
Diversamente dalla specialità di gioco a cinque birilli disposti a croce al centro del tavolo, la specialità goriziana ne ha nove.
Il gioco viene svolto da 2 squadre di giocatori (normalmente composte da 1 o 2 giocatori per squadra) che, dopo la sistemazione delle biglie nella posizione fissa di partenza, procedono ai tiri di gioco, sempre alternati tra le 2 squadre.
Lo scopo del gioco è quello di colpire con la stecca la propria biglia, che deve toccare la biglia avversaria (direttamente o di sponda), la quale deve abbattere il castello. Il pallino può essere toccato sia dalla propria biglia sia da quella avversaria, ma soltanto dopo che la propria biglia abbia colpito la biglia avversaria.

Diversamente dal biliardo americano, se un giocatore ottiene dei punti non effettua un altro tiro di seguito, ma il turno passa all'avversario.
La partita termina al raggiungimento del punteggio fissato dai giocatori all'inizio della partita (o dall'arbitro di gioco); i punti si ottengono dall'abbattimento dei birilli o dal colpire il pallino.

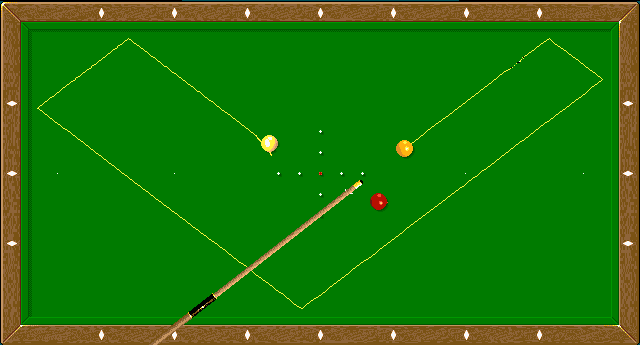
Schema di un tiro indiretto di Goriziana, un calcio a cinque sponde

La principale differenza rispetto alla specialità dell'italiana a cinque birilli è costituita dal raddoppio dei punti ottenuti o persi ad ogni tiro nel caso in cui si riesca a colpire la biglia avversaria con un tiro indiretto, cioè colpendo dapprima almeno una sponda del biliardo prima di colpire validamente la biglia avversaria.

## Punteggio e penalità
I punti si calcolano come segue:
| Punti    | Azione                                                                                                |
| -------- | --- |
| 2 punti  | ogni birillo bianco esterno abbattuto                                                                 |
| 8 punti  | ogni birillo bianco interno abbattuto                                                                 |
| 10 punti | birillo centrale rosso abbattuto insieme ad almeno un birillo bianco esterno o interno                |
| 30 punti | birillo centrale rosso abbattuto da solo                                                              |
| 6 punti  | pallino colpito dalla biglia avversaria, una volta colpita regolarmente dalla propria biglia          |
| 6 punti  | pallino colpito dalla propria biglia, una volta che essa ha colpito regolarmente la biglia avversaria |

In caso di penalità si perdono 2 punti, oltre agli eventuali punti ottenuti. Le penalità incorrono ad esempio se:
- non si colpisce la propria biglia in modo corretto;
- non si colpisce la biglia avversaria;
- si abbatte uno o più birilli prima di colpire la biglia avversaria;
- si colpisce prima il pallino della biglia avversaria;
- se, comunque, la propria biglia abbatte birilli.

## Varianti del gioco amatoriale
Il gioco della goriziana ha avuto diffusione principalmente in Italia. Nel gioco amatoriale si adottano regole diverse o varianti di gioco rispetto a quelle codificate per i tornei riconosciuti.

### Goriziana x2
Questa variante, detta anche tutti doppi, è regolarmente codificata nei regolamenti della FIBIS e differisce dalla versione normale per il fatto che i punti sono considerati sempre doppi sia per i tiri diretti che per i tiri indiretti. Può essere stabilito di sottrarre punteggio all'avversario anziché ammontarne il proprio, nel caso commetta un fallo.
| Punti    | Azione                                                                                                |
| -------- | --- |
| 4 punti  | ogni birillo bianco esterno abbattuto                                                                 |
| 16 punti | ogni birillo bianco interno abbattuto                                                                 |
| 20 punti | birillo centrale rosso abbattuto insieme ad almeno un birillo bianco esterno o interno                |
| 60 punti | birillo centrale rosso abbattuto da solo                                                              |
| 12 punti | pallino colpito dalla biglia avversaria, una volta colpita regolarmente dalla propria biglia          |
| 12 punti | pallino colpito dalla propria biglia, una volta che essa ha colpito regolarmente la biglia avversaria |

### Filotto
Questa ha praticamente lo stesso scopo di gioco e lo stesso regolamento della variante Goriziana x2 ma si differenzia per una particolarità del punteggio: anziché 60 punti, il birillo centrale abbattuto da solo vale 80 punti e si contano 80 punti anche se si abbatte solo e soltanto la fila di cinque birilli (per orizzontale o per verticale). Come nella variante Goriziana x2, i punti di penalità possono essere scalati dal proprio punteggio anziché ceduti all'avversario.
Questa variante è disputata più come consuetudine e non per gare e tornei di biliardo, in quanto essa non è codificata dalla FIBIS per i tornei nazionali. Può essere disputata per tornei interni alla propria squadra di gioco e riconosciuti solo nel proprio luogo di incontro.
| Punti    | Azione                                                                                                |
| -------- | --- |
| 4 punti  | ogni birillo bianco esterno abbattuto                                                                 |
| 16 punti | ogni birillo bianco interno abbattuto                                                                 |
| 20 punti | birillo centrale rosso abbattuto insieme ad almeno un birillo bianco esterno o interno                |
| 80 punti | birillo centrale rosso abbattuto da solo                                                              |
| 80 punti | fila dei cinque birilli abbattuta per orizzontale o verticale                                         |
| 12 punti | pallino colpito dalla biglia avversaria, una volta colpita regolarmente dalla propria biglia          |
| 12 punti | pallino colpito dalla propria biglia, una volta che essa ha colpito regolarmente la biglia avversaria |